# FC Krasnodar
FC Krasnodar là một câu lạc bộ bóng đá hiệp hội Nga từ Krasnodar chơi ở giải Ngoại hạng Nga.  Câu lạc bộ được thành lập vào năm 2008. Năm 2009, câu lạc bộ đã được thăng hạng lên Giải hạng nhất Nga, giải đấu cao thứ hai trong hệ thống giải bóng đá Nga, mặc dù đã hoàn thành Khu vực Nam của Giải hạng hai.  Và vào cuối mùa giải 2010, họ đã được thăng hạng lên Ngoại hạng Nga cho mùa giải 2011, mặc dù đứng thứ năm ở giải hạng nhất.
Vào tháng 5 năm 2013, FC Krasnodar đã bắt đầu xây dựng Sân vận động Krasnodar 35.074 chỗ ngồi  được khai trương vào ngày 9 tháng 10 năm 2016. Cho đến khi sân vận động hoàn thành, FC Krasnodar tiếp tục chơi trận đấu trên sân nhà của họ tại Sân vận động Kuban.

## Đội hình hiện tại
Tính đến 2 tháng 8 năm 2021
Ghi chú: Quốc kỳ chỉ đội tuyển quốc gia được xác định rõ trong điều lệ tư cách FIFA. Các cầu thủ có thể giữ hơn một quốc tịch ngoài FIFA.
| Số | VT | Quốc gia  | Cầu thủ                          |
| -- | -- | --------- | -------------------------------- |
| 1  | TM | Nga       | Yevgeni Gorodov                  |
| 2  | HV | Nga       | Yegor Sorokin                    |
| 3  | TV | Ba Lan    | Grzegorz Krychowiak              |
| 4  | HV | Belarus   | Alyaksandr Martynovich (captain) |
| 5  | HV | Serbia    | Uroš Spajić                      |
| 6  | HV | Ecuador   | Cristian Ramírez                 |
| 7  | TV | Pháp      | Rémy Cabella                     |
| 8  | TV | Nga       | Yury Gazinsky (vice-captain)     |
| 9  | TĐ | Colombia  | Jhon Córdoba                     |
| 11 | TV | Nga       | Aleksei Ionov                    |
| 16 | TV | Thụy Điển | Viktor Claesson                  |
| 18 | HV | Nga       | Yevgeni Chernov                  |

| Số | VT | Quốc gia | Cầu thủ                  |
| -- | -- | -------- | ------------------------ |
| 20 | TV | Nga      | Ilya Zhigulyov           |
| 29 | TĐ | Nga      | Vladimir Ilyin           |
| 31 | TV | Brasil   | Kaio                     |
| 39 | TM | Nga      | Matvei Safonov           |
| 52 | TV | Hà Lan   | Tonny Vilhena            |
| 53 | TV | Nga      | Aleksandr Chernikov      |
| 58 | TM | Nga      | Stanislav Agkatsev       |
| 65 | HV | Nga      | Yevgeni Nazarov          |
| 74 | TV | Armenia  | Eduard Spertsyan         |
| 93 | TĐ | Nga      | Magomed-Shapi Suleymanov |
| 98 | HV | Nga      | Sergei Petrov            |

### Cầu thủ cho mượn
Ghi chú: Quốc kỳ chỉ đội tuyển quốc gia được xác định rõ trong điều lệ tư cách FIFA. Các cầu thủ có thể giữ hơn một quốc tịch ngoài FIFA.
| Số | VT | Quốc gia | Cầu thủ                                                            |
| -- | -- | -------- | ------------------------------------------------------------------ |
| —  | HV | Nga      | Ilya Martynov (tại FC Rotor Volgograd for 2021–22 season)          |
| —  | HV | Nga      | Igor Paradin (tại FC Mashuk-KMV Pyatigorsk for 2021–22 season)     |
| —  | TV | Đan Mạch | Younes Namli (tại Colorado Rapids until ngày 31 tháng 12 năm 2021) |

| Số | VT | Quốc gia | Cầu thủ                                                             |
| -- | -- | -------- | ------------------------------------------------------------------- |
| —  | TV | Nga      | Daniil Utkin (tại FC Akhmat Grozny until ngày 31 tháng 5 năm 2022)  |
| —  | TĐ | Nga      | Igor Andreyev (tại FC Rodina Moscow until ngày 31 tháng 5 năm 2022) |

### Cầu thủ theo hợp đồng
Ghi chú: Quốc kỳ chỉ đội tuyển quốc gia được xác định rõ trong điều lệ tư cách FIFA. Các cầu thủ có thể giữ hơn một quốc tịch ngoài FIFA.
| Số | VT | Quốc gia | Cầu thủ   |
| -- | -- | -------- | --------- |
| —  | TV | Brasil   | Wanderson |

## Ban huấn luyện
| Chức vụ                 | Tên                  |
| ----------------------- | -------------------- |
| Huấn luyện viên trưởng  | Viktor Goncharenko   |
| Huấn luyện viên cấp cao | Alyaksandr Ermakovic |
| Trợ lý huấn luyện viên  | Vasili Berezutski    |
| Huấn luyện viên thủ môn | Aleksei Antonyuk     |

## Học viện đào tạo bóng đá trẻ
FC Krasnodar sở hữu một mạng lưới các học viện bóng đá trẻ trải rộng trên 20 thành phố ở 2 khu vực của Nga - Krasnodar Krai và Adygea. Học viện chính nằm ở phía đông của Krasnodar. Cơ sở hạ tầng của học viện bao gồm 10 sân bóng đá, một sân vận động 3000 chỗ ngồi, một trung tâm phục hồi y tế, một bể bơi, phòng tắm hơi và phòng tập gym. Ngoài ra còn có phòng ăn, văn phòng và phòng khách sạn cho phụ huynh học viên. Chủ sở hữu câu lạc bộ, ông Serge Galitsky đã tuyên bố rằng mục tiêu của ông là xây dựng đội hình FC Krasnodar từ các cầu thủ được đào tạo tại địa phương.

## Các cầu thủ đáng chú ý
Các cầu thủ có tên in đậm là tuyển thủ quốc gia khi còn khoác áo Krasnodar.
| Nga - Ari - Aleksei Bugayev - Vladimir Bystrov - Maksim Demenko - Yury Gazinsky - Vladislav Ignatyev - Marat Izmailov - Ruslan Kambolov - Lyubomir Kantonistov - Nikolay Komlichenko - Stanislav Kritsyuk - Fyodor Kudryashov - Pavel Mamayev - Sergei Petrov - Oleg Shatov - Roman Shirokov - Roman Shishkin - Igor Smolnikov - Fyodor Smolov - Yegor Sorokin - Dmitry Stotsky - Dmitri Torbinski - Roman Vorobyov | - Renat Yanbayev - Aleksandr Yerokhin Các nước thuộc Liên Xô cũ - Yura Movsisyan - Marcos Pizzelli - Syarhey Kislyak - Alyaksandr Kulchiy - Alyaksandr Martynovich - Aleksandr Amisulashvili - Otar Martsvaladze - Tornike Okriashvili - Nukri Revishvili - Igor Picuşceac - Andriy Dykan - Odil Ahmedov Châu Âu - Ricardo Baiano - Ognjen Vranješ - Rémy Cabella - Vladimir Koman - Jón Guðni Fjóluson - Ragnar Sigurðsson - Nikola Drinčić | - Tonny Vilhena - Stefan Strandberg - Artur Jędrzejczyk - Manuel Fernandes - Andrei Ivan - Dušan Anđelković - Mihailo Ristić - Uroš Spajić - Marcus Berg - Viktor Claesson - Andreas Granqvist - Kristoffer Olsson Châu Phi - Charles Kaboré - Moussa Konaté Nam Mỹ - Cristian Ramírez - Christian Cueva |